# Sassacus samalayucae
Espèce
Sassacus samalayucae est une espèce d'araignées aranéomorphes de la famille des Salticidae.

## Distribution
Cette espèce est endémique du Chihuahua en Mexique,. Elle se rencontre au Sud de Ciudad Juárez.

## Description
La femelle holotype mesure 3,6 mm.

## Publication originale
- Richman, 2008 : Revision of the jumping spider genus Sassacus (Araneae, Salticidae, Dendryphantinae) in North America. Journal of Arachnology, vol. 36, no 1, p. 26-48 (texte intégral).